# Alnus fallacina
Alnus fallacina är en björkväxtart som beskrevs av Alfons S. Callier. Alnus fallacina ingår i släktet alar, och familjen björkväxter. Inga underarter finns listade.